# Флаг сельского поселения Порецкое
Флаг муниципального образования сельское поселение Поре́цкое Можайского муниципального района Московской области Российской Федерации — опознавательно-правовой знак, служащий официальным символом муниципального образования.
Флаг утверждён 18 сентября 2008 года и внесён в Государственный геральдический регистр Российской Федерации с присвоением регистрационного номера 4457.
Флаг муниципального образования сельское поселение Порецкое Можайского муниципального района Московской области составлен на основании герба сельского поселения Порецкое по правилам и соответствующим традициям вексиллологии и отражает исторические, культурные, социально-экономические, национальные и иные местные традиции.

## Описание
«Прямоугольное малиновое полотнище с отношением ширины к длине 2:3 с белой полосой в 1/15 ширины полотнища вдоль нижнего края, вплотную к которой изображены фигуры гербовой композиции в белом, сером и чёрном цветах».
Геральдическое описание герба гласит: «В пурпурном поле восходящий серебряный поток из таковых же бурных волн и превращающийся в веерообразно разлетающихся серебряных с чёрными головами, видных со спины чаек».

## Обоснование символики
Флаг разработан на основе герба сельского поселения Порецкое, который языком символов и аллегорий отражает исторические, культурные и природные особенности Порецкой земли.
Символика волн, расходящихся на потоки и завершающихся летящими чайками, многозначна:
— на территории современного сельского поселения расположено множество рек, которые, впадая в Москву-реку, дают начало Можайскому водохранилищу (в местном обиходе Можайское море). Само название — Поречье означает места, прилегающие к реке.
— Чайка символ полёта и стремления вперёд. Птица в полёте также символизирует духовный подъём, свободу, энергию и созидание, талант и стремление к знаниям.
Каждая чайка — это аллегория человека, своими деяниями прославившего сельское поселение далеко за его пределами. Порецкая земля известна с XVI века, в разные времена здесь были поместья многих известных фамилий. Этими землями владели Протопоповы, Татищевы, Прозоровские, Разумовские, Уваровы. Наибольший вклад в развитие села внесли графы Уваровы ставшие владельцами Поречья в 1818 году. В середине XIX века в Поречье открывается археологический музей, уникальная библиотека. В 1860-х годах во время реформы образования в селе работает школа, для которой специально на деньги Уваровых из Москвы выписывают учительницу. Супруга графа, Прасковья Сергеевна была попечителем школ в Можайске, Горетове, Мышкино и Поречье. Школа в Поречье содержалось полностью на деньги Уваровых. В 1902 году на средства графа Уварова в Поречье была открыта амбулатория для приёма больных с бесплатной выдачей лекарств. Эта больница работает и в наши дни.
Вся композиция флага напоминает могучее дерево. Помимо строительства школы и музея, здесь был приведён в жизнь уникальный лесопольный план ведения лесного хозяйства, так что и сейчас леса, окружающие Поречье, являются заказником.
Дерево — символ роста, жизнеспособности, долговечности, силы. На флаге сельского поселения образ дерева — это аллегория заботливого отношения местных жителей к своему прошлому, памяти о многих поколениях местных жителей.
Белый цвет (серебро) — символ чистоты, совершенства, мира и взаимопонимания.
Малиновый цвет (пурпур) — символ благородства, достоинства и славы.
Чёрный цвет — символ мудрости, скромности, вечности бытия.